# تشارلز مارتن (سياسي أمريكي، مواليد 1863)
تشارلز مارتن (بالإنجليزية: Charles Martin)‏ هو ضابط وسياسي أمريكي، ولد في 1 أكتوبر 1863 في مقاطعة إدوردز في الولايات المتحدة، وتوفي في 22 سبتمبر 1946 في بورتلاند في الولايات المتحدة. نشط حزبياً في الحزب الديمقراطي. وقد انتخب حاكم ولاية أوريغون ‏ (14 يناير 1935 – 9 يناير 1939) وانتخب عضو مجلس النواب الأمريكي.